# Panpan
Pour les articles homonymes, voir pan pan.
Panpan, orthographié Pan-Pan dans les bandes dessinées, est un lapin américain de fiction tiré du dessin-animé Bambi de Disney. Il apparaît également dans Bambi 2. Il est rendu célèbre parce qu'il tape sans cesse son pied sur le sol afin de réveiller ses congénères. C'est d'ailleurs de ce geste que vient son nom. Son nom anglais est Thumper, du verbe thump, taper. Il est le meilleur ami de Bambi et le deuxième personnage du dessin-animé.

## Description

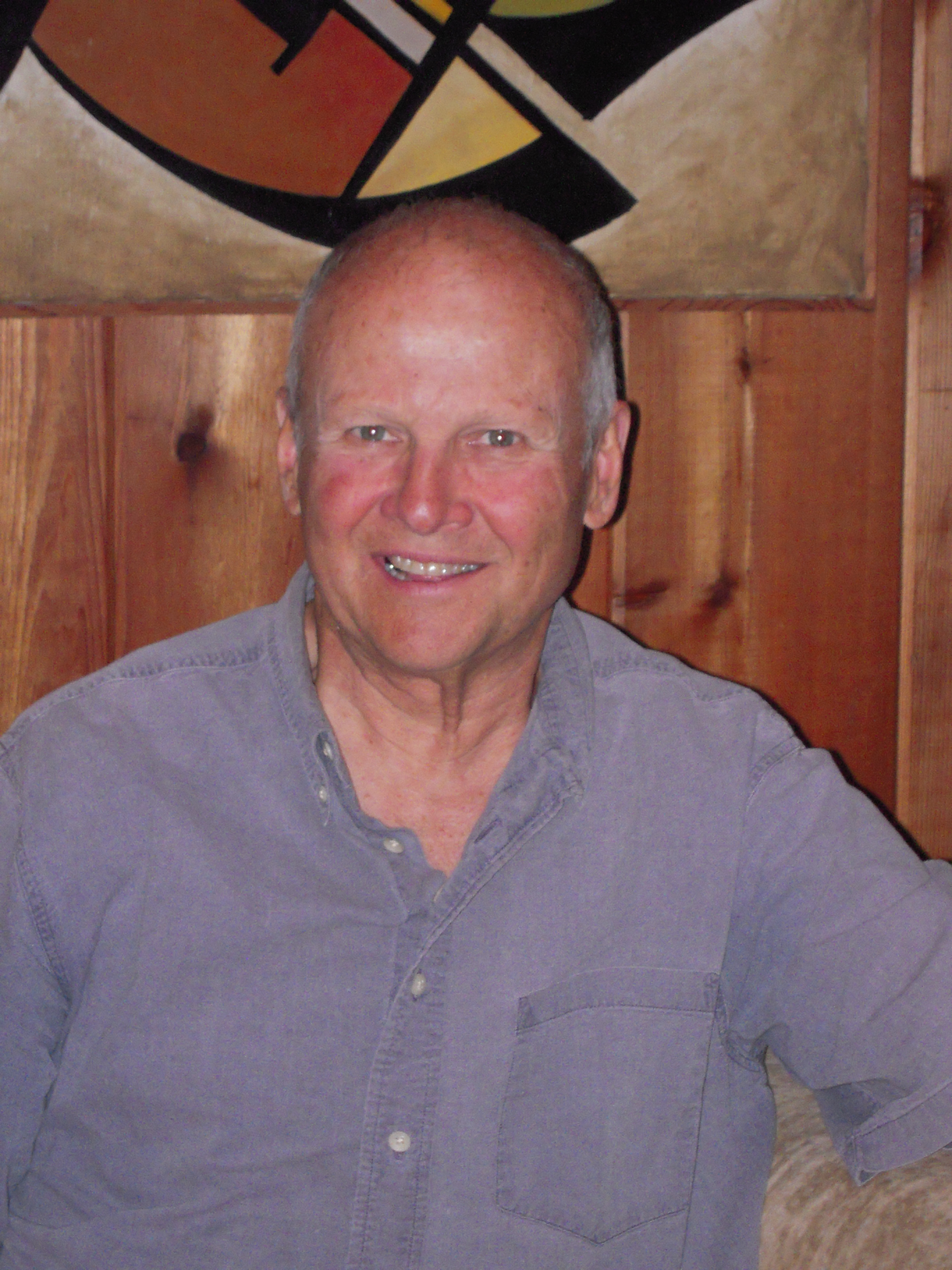
Peter Behn en 2009

Le personnage du lapin Panpan est dessiné par Frank Thomas assisté d'Eric Larson. Thomas décrit Panpan ainsi : « Âgé de quatre ans, il est téméraire et sûr de lui, une sorte de meneur qui s'est imposé de lui-même comme guide du faon, pourtant plus grand que lui, mais plus jeune et complètement ignorant. » Le personnage, d'abord peu présent, est développé pour ajouter du comique au film, c'est un souhait de Disney, après la découverte de l'acteur devant lui donner sa voix. Cette voix est trouvée par deux animateurs rendant visite à un ami professeur dont le fils, Peter Behn, correspond à ce que le studio recherche. Les premiers tests d'enregistrement avec Peter ont lieu en novembre 1938. Peu avant la sortie du film, des scènes ont dû être réenregistrées par Peter, ce qui, trois ans après l'enregistrement initial, aurait pu être compromis par l'évolution de la voix du garçon, mais ce ne fut pas le cas.
Courant 1940, Panpan est seulement l'un des enfants de M. et Mme Lièvre. Le personnage de Panpan utilise un principe d'animation découvert par Hamilton Luske avec les lapins du film Blanche-Neige et les Sept Nains (1937). Ce principe veut que, plus on cherche à rendre l'animal ressemblant à son anatomie réelle, plus son aspect devient dur et moins sa fourrure semble douce.
Lors d'une réunion de travail à propos de la scène de chasse, Perce Pearce, soutenu par David Hand, propose de faire mourir non pas M. Lièvre, comme le suggère Sidney Franklin, mais Panpan, ce qui aurait eu un impact émotionnel plus important. Toutefois le reste de l'équipe préfère que Bambi soit blessé.

## Interprètes
Voix originales
- Peter Behn : Young Thumper (Panpan jeune)
- Sam Edwards : Adolescent Thumper (Panpan adolescent)
- Tim Davis : Adult Thumper (Panpan adulte) / Adolescent Flower (Fleur adolescent)

Français
- doublage années 1970[9]
  - Aurélia Bruno : Panpan jeune
- doublage 1993[10]
  - Dimitri Rougeul : Panpan jeune
  - Emmanuel Karsen : Panpan adulte

## Hommage
L'astéroïde (16626) Thumper, découvert en 1993, est nommé en son honneur.